# Рио ел Карпинтеро, Рио де Палома (Сан Мигел Сучистепек)
Рио ел Карпинтеро, Рио де Палома (шп. Río el Carpintero, Río de Paloma) насеље је у Мексику у савезној држави Оахака у општини Сан Мигел Сучистепек. Насеље се налази на надморској висини од 2172 м.

## Становништво
Према подацима из 2010. године у насељу су живела 3 становника.

### Хронологија
| Година       | 2000        | 2005 | 2010 |
| ------------ | ----------- | ---- | ---- |
| Становништво | 24 (7 / 17) | 1    | 3    |

### Попис
| # | Индикатор                     | Вредност |
| - | ----------------------------- | -------- |
| 1 | Укупно домаћинстава           | 5        |
| 2 | Укупно насељених домаћинстава | 1        |
| 3 | Величина локације             | 1        |